# Syneches oedicnemus
Syneches oedicnemus är en tvåvingeart som beskrevs av Mario Bezzi 1928. Syneches oedicnemus ingår i släktet Syneches och familjen puckeldansflugor.
Artens utbredningsområde är Fiji. Inga underarter finns listade i Catalogue of Life.